# James Lawton Collins
James Lawton Collins (* 10. Dezember 1882 in New Orleans, Louisiana; † 30. Juni 1963 in Washington, D.C.) war ein Major General der US Army. Zudem war er während der Strafexpedition nach Mexiko und während des Ersten Weltkrieges John J. Pershings Adjutant auf den Philippinen.

## Militärische Laufbahn

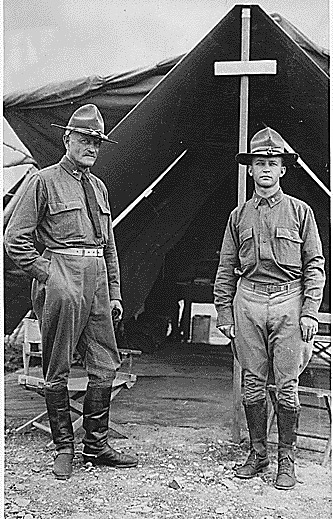
Lt. Collins (re.) mit General Pershing in Mexiko, 1916

James Lawton Collins wurde 1882 in New Orleans geboren. Sein Vater, Jeremiah Bernard Collins, ein irischer Einwanderer und Veteran der Unionsarmee, besaß einen Lebensmittelladen in Algiers. Seine Mutter war Catherine Lawton. Sein Bruder, der spätere General Joseph Lawton Collins, wurde 1896 geboren.
Nach dem erfolgreichen Abschluss an der US Military Academy in West Point 1907 erhielt er ein Patent als Offizier im 8. US-Kavallerieregiment in Fort Robinson, Nebraska, mit dem er im Dezember 1910 auf die Philippinen ging. Dort führte er verschiedene Kommandos gegen die aufständischen Moros auf der Insel Jolo, bevor er 1912 Adjutant des Befehlshabers im Mindanao-Abschnitt, Brigadier General John J. Pershing, wurde. Auf diesem Posten blieb er auch während der Strafexpedition gegen Pancho Villa 1916/17 und während des Ersten Weltkriegs. Unterbrochen wurde diese Verwendung nur durch seine Zeit als Beobachter bei der französischen 1. Armee, wo er wichtige Erfahrungen über den Grabenkrieg sammelte, den Besuch der Feldartillerieschule in Saumur von Juli bis Dezember 1917 – nach seinem Wechsel zu dieser Truppengattung – und einer Verwendung als Kommandeur eines Artilleriebataillons während der letzten Kriegswochen. Nach dem Waffenstillstand im November 1918 wurde er, als Lieutenant Colonel der National Army, Generalstabssekretär (Secretary of the General Staff; SGS) des US-amerikanischen Expeditionsheeres (American Expeditionary Force; AEF) und kehrte im August 1919 in die Vereinigten Staaten zurück.
In der regulären Armee in den Dienstgrad Major zurückgestuft besuchte er von 1919 bis 1920 das US Army War College und stieg dann während der nächsten 20 Jahre in verschiedenen Stabspositionen im In- und Ausland und Kommandeursverwendungen bei der Feldartillerie stetig auf:
- 1920–1924 im Kriegsministerium
- 1922 in Indien
- 1924–1926 Besuch der Feldartillerieschule in Fort Sill, Oklahoma, und der Command and General Staff College in Fort Leavenworth, Kansas
- 1928–1932 Militärattaché in Rom
- 1932–1934 Kommandeur des 1. US-Feldartillerieregiments
- 1934–1938 Stabsoffizier beim II. US-Korps
- 1938–1940 Kommandeur verschiedener Feldartillerieverbände

1940 wurde er als temporärer Major General Kommandeur der 2. US-Infanteriedivision in Fort Sam Houston, Texas und im April 1941 des Puerto Rico Departments. Von Mai bis September 1943 war er im Kriegsministerium Abteilungsdirektor für die Verwaltungs- und Nachschubtruppen (Army Service Forces) und wurde danach, bis Februar 1946, Kommandeur des 5th Service Command, in Columbus, Ohio.
Collins ging im August 1946 im endgültigen Dienstgrad Major General in den Ruhestand. Er lebte zuletzt in Alexandria, Virginia. Collins starb am 30. Juni 1963 in Washington und wurde am 3. Juli auf dem Nationalfriedhof Arlington in Virginia beigesetzt.

## Ehe und Familie
Collins heiratete 1915 Virginia Caroline Stewart (1895–1986) und hatte mit ihr vier Kinder. James Lawton Collins junior (1917–2002) wurde ebenfalls General und Militärhistoriker. Michael Collins (1930–2021) wurde Offizier der US Air Force, sowie Astronaut und flog 1969 mit Apollo 11 zum Mond.

### Werke
- The Battle of Bud Bagsak and the Part Played by the Mountain Guns Therein. In: Field Artillery Journal, November/Dezember 1925, S. 559–70